# Buxton (Maine)
Buxton es un pueblo ubicado en el condado de York en el estado estadounidense de Maine. En el Censo de 2010 tenía una población de 8.034 habitantes y una densidad poblacional de 75,23 personas por km².

## Geografía
Buxton se encuentra ubicado en las coordenadas 43°38′11″N 70°32′20″O / 43.63639, -70.53889. Según la Oficina del Censo de los Estados Unidos, Buxton tiene una superficie total de 106.79 km², de la cual 104.96 km² corresponden a tierra firme y (1.72%) 1.83 km² es agua.

## Demografía
Según el censo de 2010, había 8.034 personas residiendo en Buxton. La densidad de población era de 75,23 hab./km². De los 8.034 habitantes, Buxton estaba compuesto por el 96.53% blancos, el 0.56% eran afroamericanos, el 0.17% eran amerindios, el 0.9% eran asiáticos, el 0% eran isleños del Pacífico, el 0.19% eran de otras razas y el 1.66% pertenecían a dos o más razas. Del total de la población el 0.67% eran hispanos o latinos de cualquier raza.